# Сгущённое молоко

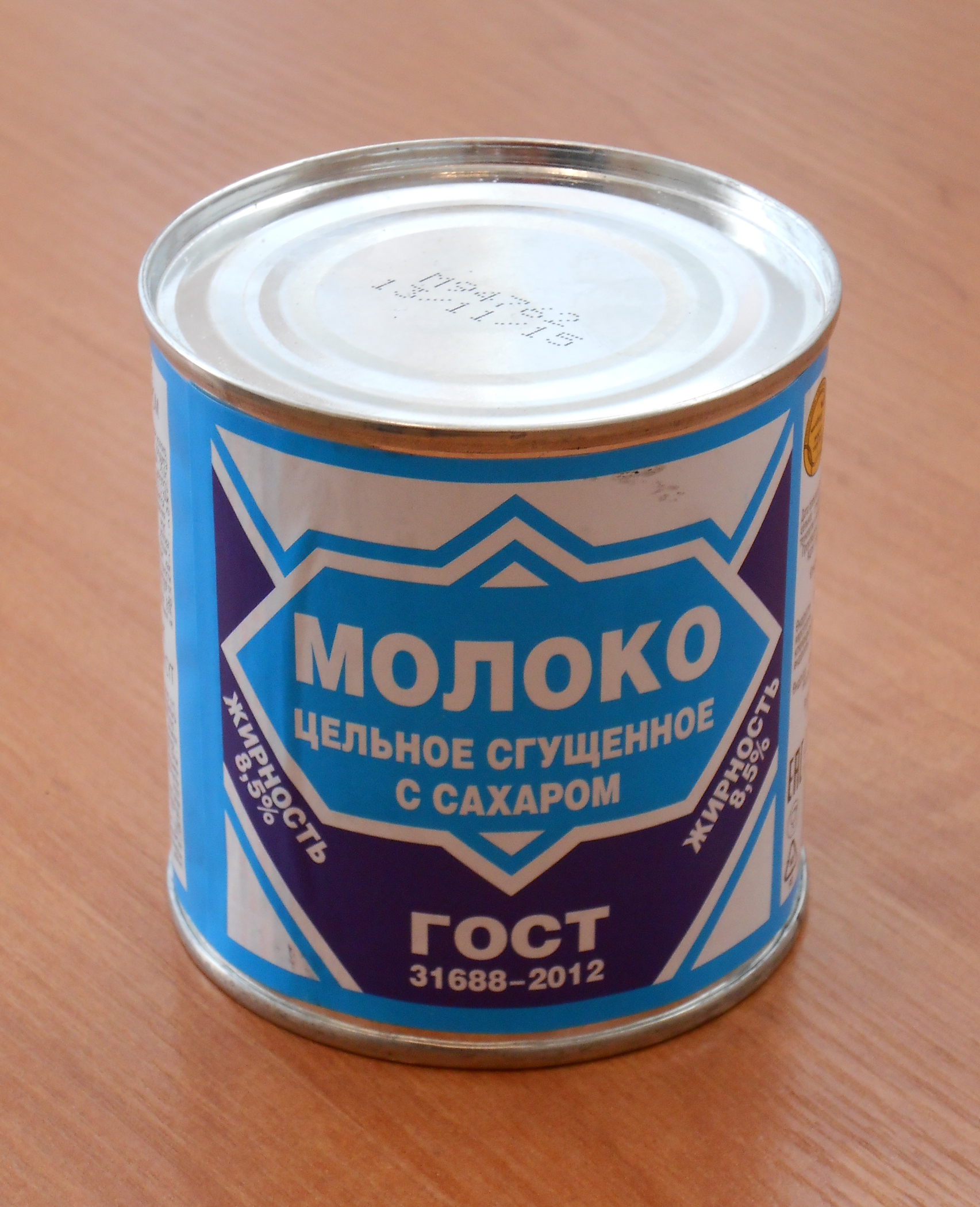
Сгущенное молоко

Сгущённое молоко́ — пищевой продукт, получаемый частичным удалением воды из коровьего молока и другой дополнительной обработкой. В России в основном производится сгущённое молоко с сахаром, в просторечии называемое «сгущёнка». Используется для добавления в чай, кофе и другие горячие напитки.
После выдержки при высокой температуре превращается в другой продукт под названием варёная сгущёнка, который в свою очередь может использоваться в качестве крема, соуса и общего компонента в составе некоторых хлебобулочных и кондитерских изделий, мороженого и других сладких блюд.

## История
Первым нашёл способ сохранения молока в течение длительного времени и без существенных изменений его свойств французский кондитер Николя Аппер, изобретя консервы в 1804 году. Сгущённое молоко с добавлением сахара и вакуумной консервацией сумел получить американец Гейл Борден, получивший в 1856 году патент на это изобретение, а в 1858 году построивший в США первый в мире завод по его производству. Росту популярности продукта способствовала Гражданская война в США (1861—1865), когда армии Севера потребовались продукты длительного хранения.

### В России
Первый завод по изготовлению сгущённого молока в России появился в 1881 году под Оренбургом.
В СССР промышленное производство сгущенного молока началось в 1932 году по инициативе Микояна. В том же году было выпущено 2 млн банок.
Во времена продовольственного дефицита в СССР сгущённое молоко разного вида наряду с тушёнкой входило в праздничные продуктовые наборы, распределявшиеся по талонам и спискам в отдельных организациях, а также некоторым категориям граждан, имевшим по закону льготы (участники и инвалиды Великой Отечественной войны и др.). По спискам со складов магазинов её получали отправлявшиеся на полевой сезон в научные и производственные экспедиции, юные туристы детских туристических станций, отправлявшиеся в походы, и т. д.
В настоящее время в России сгущённое молоко входит в состав государственного продовольственного резерва.

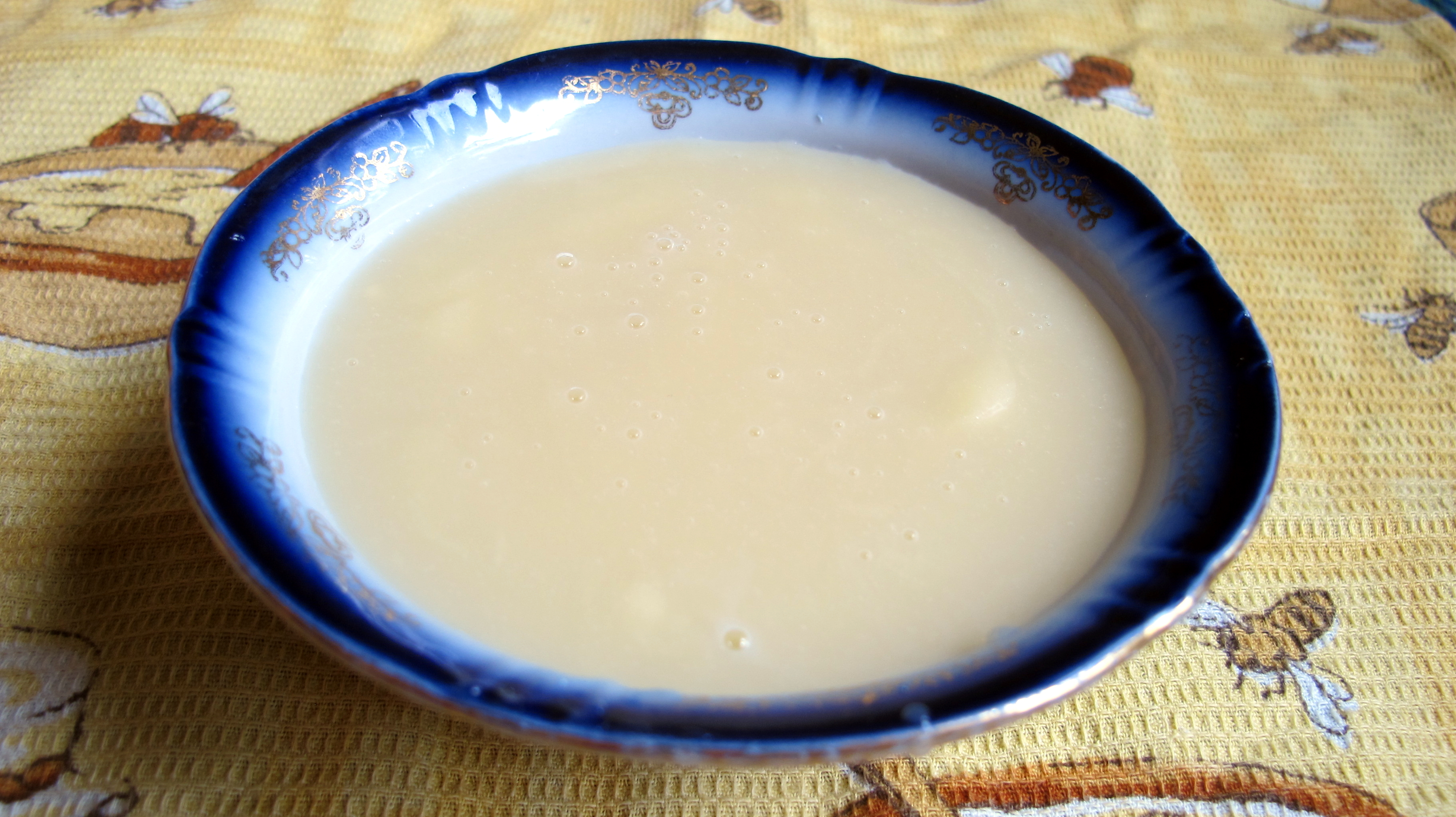
Домашнее сгущённое молоко в тарелке

## Виды

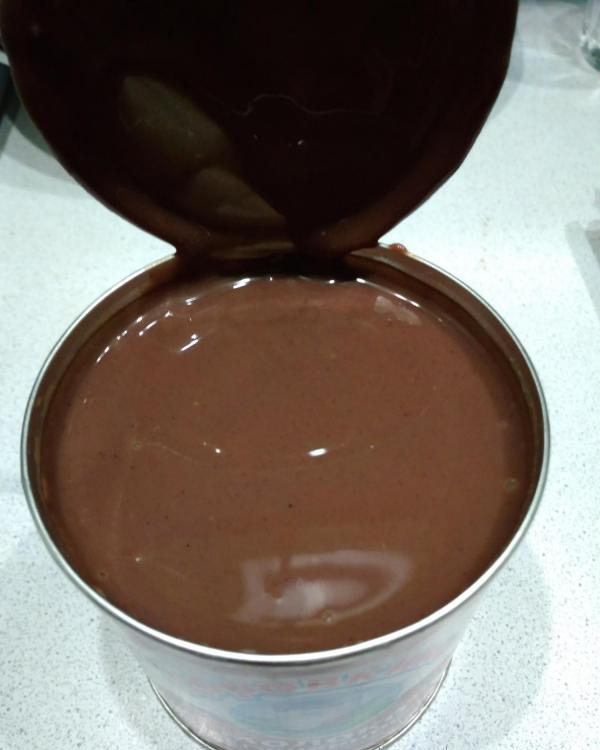
Сгущёнка с сахаром и какао

Цельное сгущённое молоко с сахаром содержит влаги не более 26,5 %, сухих веществ молока не менее 28,5 % (в том числе молочного жира 8,5 %), сахарозы 43,5 %. Разновидности:
- Сгущённое молоко с сахаром и какао — сгущённое молоко с добавлением какао. Оно приобретает коричневый цвет и шоколадный вкус. В домашних условиях её получают путём добавления в готовое сгущённое молоко какао-порошка.
- Сгущённое молоко с наполнителями[1] для приготовления горячих напитков:
  - кофе натуральный со сгущённым молоком и сахаром[9],
  - какао со сгущённым молоком и сахаром[10],
  - цикорий со сгущённым молоком и сахаром.

Также изготавливаются сгущённые сливки с сахаром, отличающиеся большей жирностью (19,4 %).
Обезжиренное сгущённое молоко с сахаром содержит влаги не более 30 %, сухих веществ молока не менее 26 %, сахарозы 44 %. В основном используется как промышленный полуфабрикат.
Стерилизованное сгущённое молоко (концентрированное молоко) — содержит сухих веществ не менее 25,5 %, в том числе жира 7,8 %.

## Технология изготовления
Сгущённое молоко с сахаром изготавливают из свежего молока. Сначала его подогревают до 25—30 °C, затем очищают от механических примесей и охлаждают до 4—8 °C. Нормализуют по жирности путём добавления сливок или обезжиренного молока. Пастеризуют при 85—87 °C и сгущают в вакуум-аппарате при 55—60 °C. В конце процесса добавляют горячий сахарный сироп и доводят содержание влаги до 26 %. Полученную смесь охлаждают до 18—19 °C и расфасовывают по банкам. Сгущённое молоко без сахара (концентрированное) после расфасовывания подвергают стерилизации.

## Упаковка

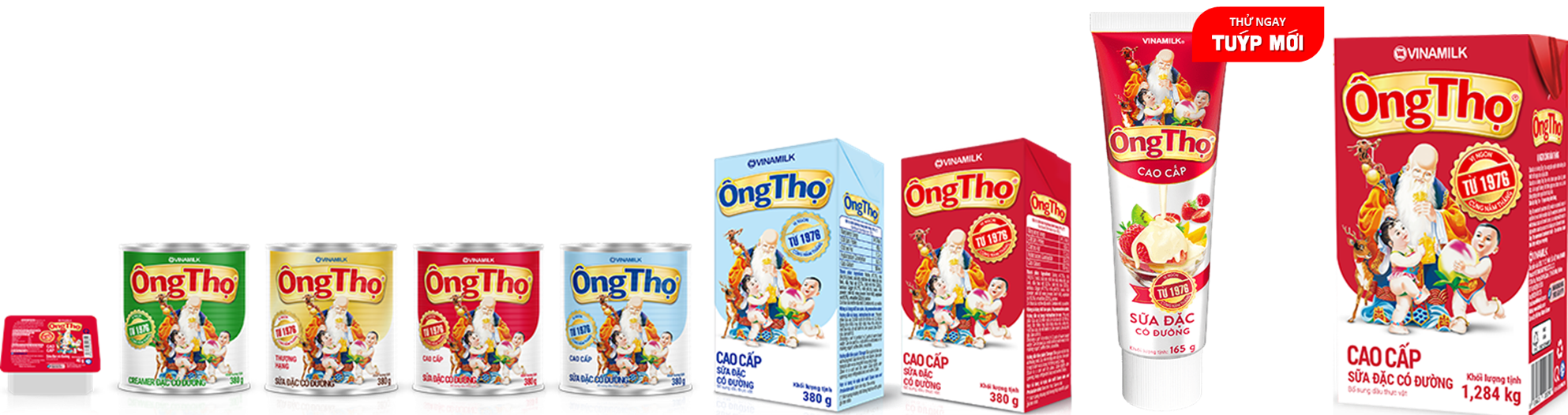
Сгущённое молоко в разных упаковках
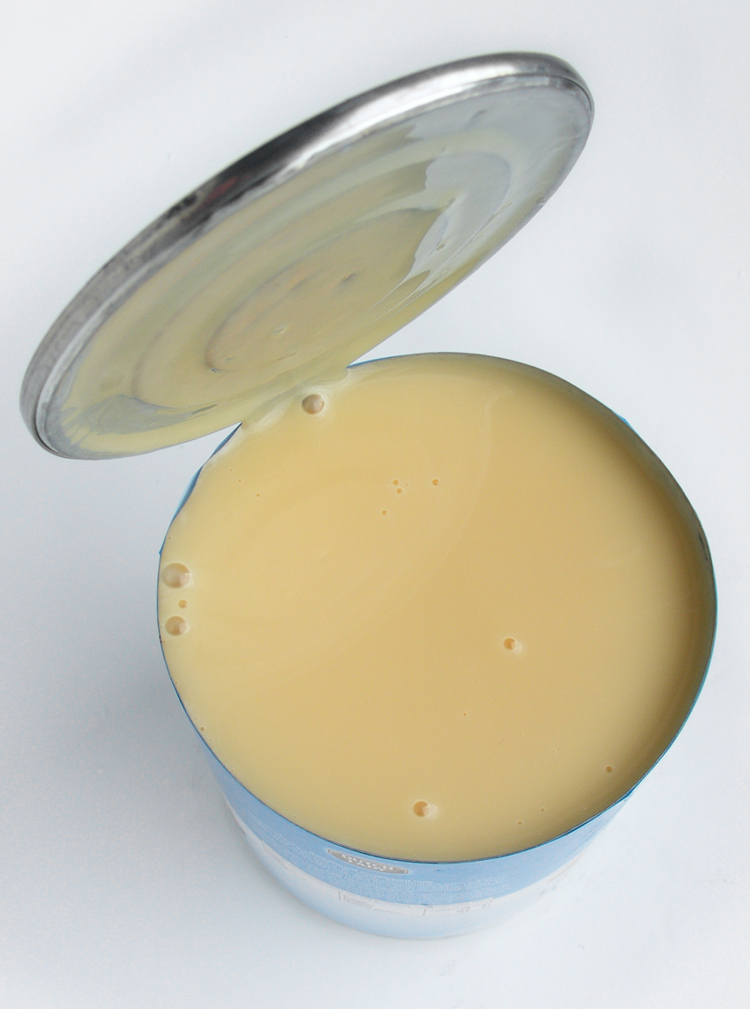
Открытая банка со сгущёнкой, вид сверху
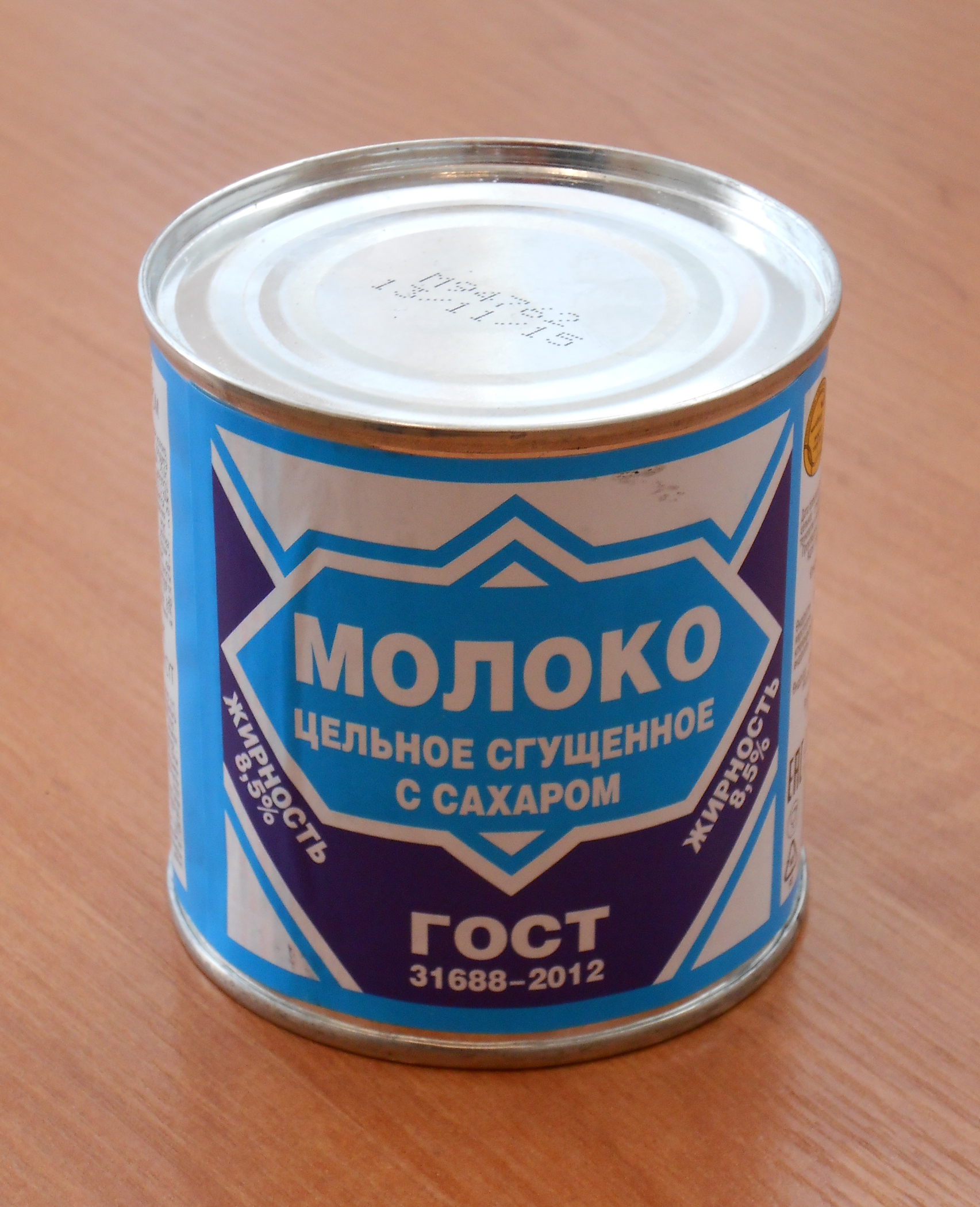
Дизайн банки сгущённого молока в СССР
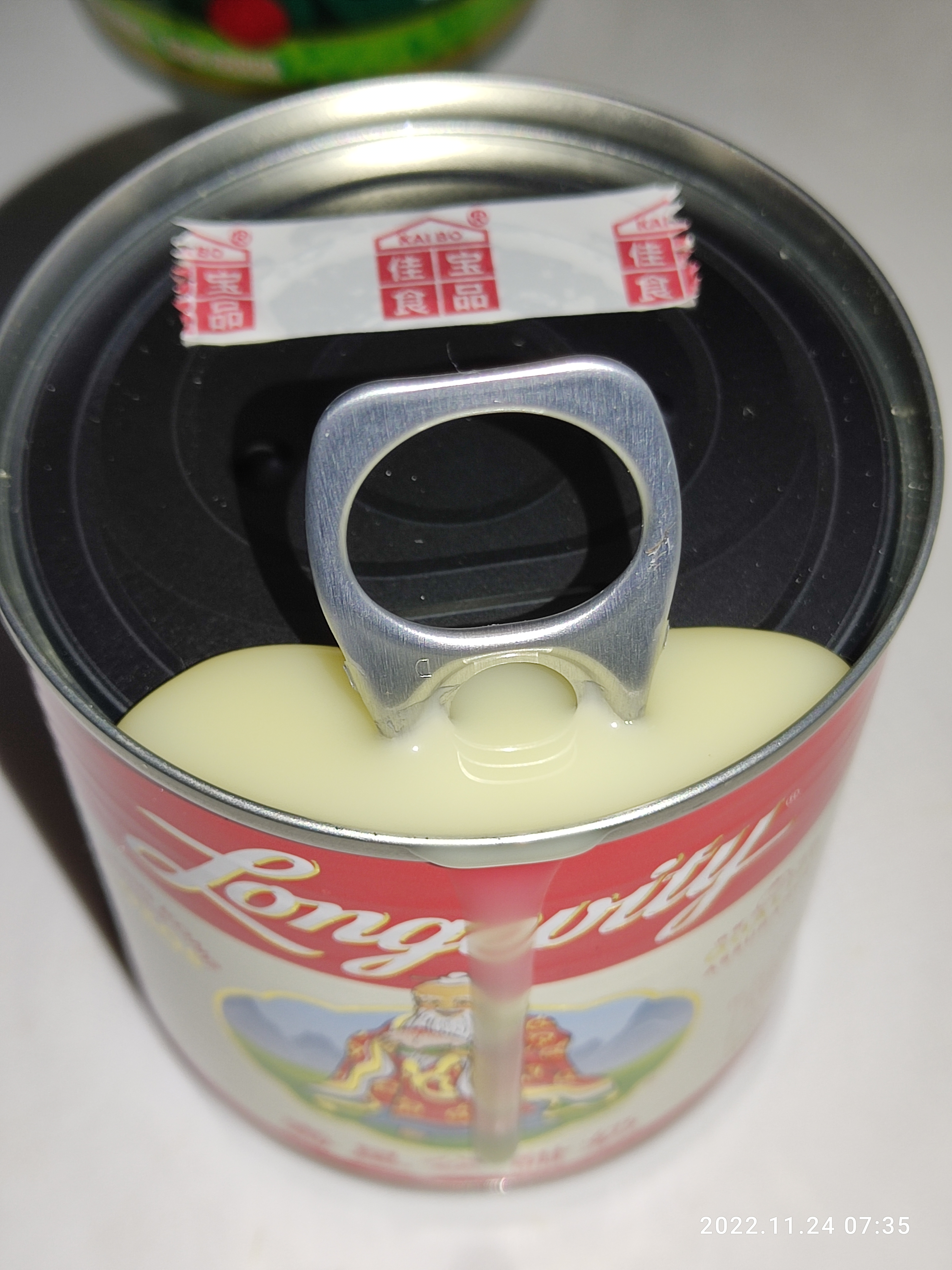
Сгущённое молоко в банке с быстро открывающейся крышкой
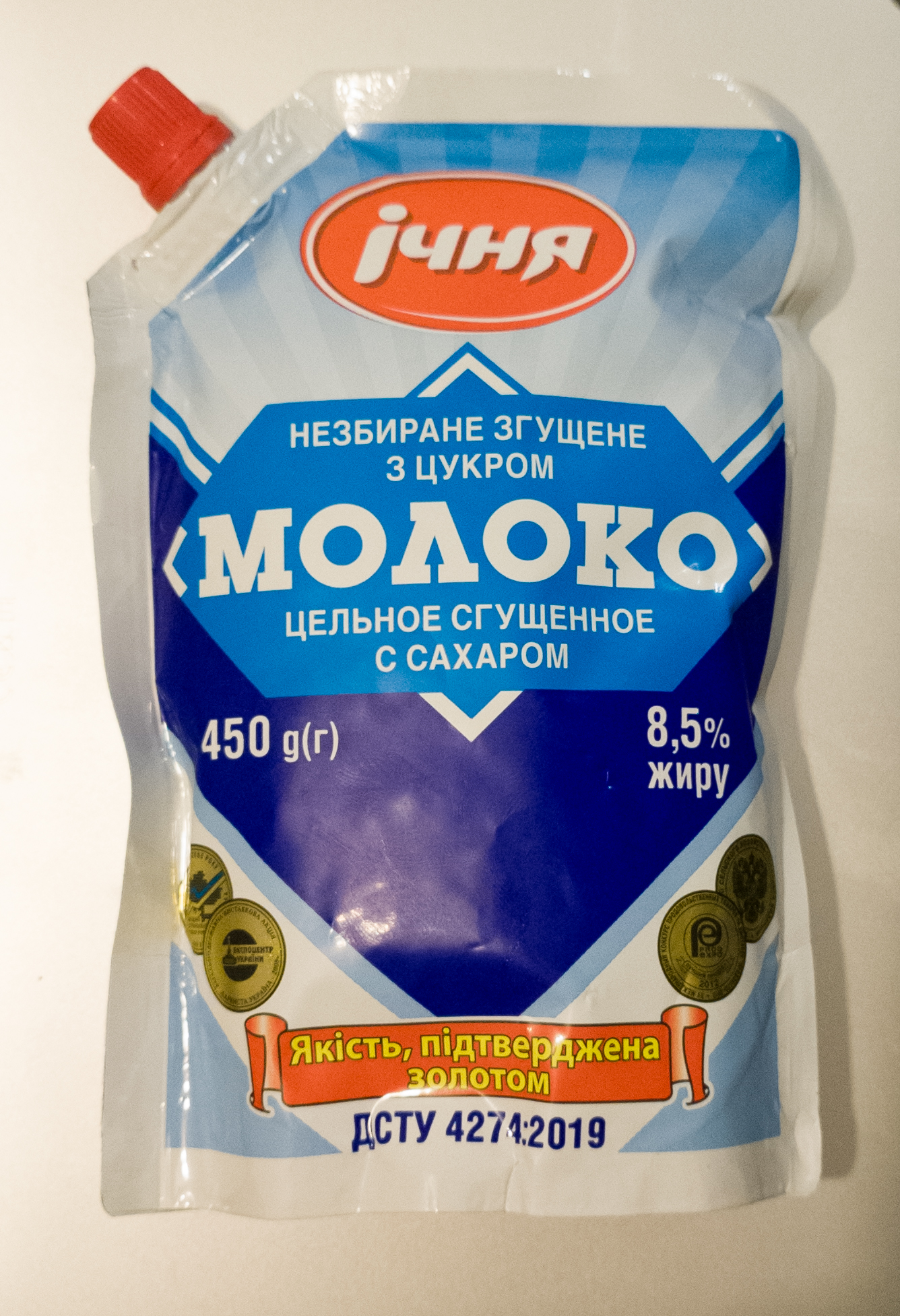
Сгущёнка в мягкой упаковке

В советское время сгущённое молоко традиционно фасовалось в жестяные консервные банки. В Российской Федерации используют и другие виды тары — стеклянные и пластиковые бутылки, дой-паки и т. д.
Сгущённое молоко, выпускавшееся в СССР для розничной продажи, фасовалось в жестяные консервные банки № 7 вместимостью 325 мл с массой продукта 400 г с бело-сине-голубыми бумажными этикетками. Дизайн этикетки разработала в 1939 году Ираида Фомина, дочь известного архитектора Фомина И. А. Этот образ был столь постоянен из десятилетия в десятилетие, что его дизайн до сих пор используется в качестве своеобразного «бренда». При этом существуют вариации варёного сгущённого молока, также использующего дизайн упаковки оригинала, но окрашенного в коричневую (по цвету варёной сгущёнки) цветовую гамму. Дизайн упаковки консервированных сливок аналогичен (бежевых тонов). В советское время сгущённое молоко, в частности, выпускалось на Купянском молочноконсервном комбинате (УССР) и на Рогачёвском молочноконсервном комбинате (БССР).
Для нужд предприятий общественного питания, вооружённых сил, торговли (например, в магазинах кулинарии) и других организаций сгущённое молоко выпускалось в СССР в жестяных банках объёмом 3 литра с этикеткой того же дизайна. Согласно ГОСТу, фасовку сгущённого молока производили в металлические банки, алюминиевые тубы, деревянные заливные бочки для пищевых продуктов, фанерно-штампованные бочки, а также в металлические фляги для молока и молочной продукции; автоцистерны для молока, железнодорожные маточные цистерны и другие виды тары, разрешённые в установленном порядке.

## Стандарты
До 2011 года в России основным ГОСТом, по которому выпускалось сгущённое молоко, был ГОСТ 2903—78.
1 января 2011 был введён национальный ГОСТ Р 53436—2009 «Консервы молочные. Молоко и сливки сгущенные с сахаром. Технические условия». Согласно этому стандарту для производства сгущённого молока и сливок допускается использовать только сырое молоко и сливки, сахар и воду. В качестве антиокислителя можно добавлять лишь аскорбиновую кислоту, а в качестве стабилизатора — производные от натрия и калия. В зависимости от доли жира в продукте новый ГОСТ разделяет сгущённое молоко на обезжиренное (не более 1 %), обычное (не менее 8,5 %) и сливки (не менее 19 %). При этом в любом из трёх видов сгущёнки массовая доля белка в сухом обезжиренном молочном остатке должна быть не менее 34 %. Некачественным считается продукт неоднородной массы с ощущаемыми кристаллами молочного сахара. Вкус, запах продукта должны быть молочными, сладкими, чистыми, цвет может быть от идеально белого до белого с кремовым оттенком. У обезжиренного молока допускается слегка синеватый оттенок. ГОСТ требует, чтобы консервные банки, в которые фасуют сгущёнку, не выделяли токсичные металлы и не загрязняли продукт.
С июля 2013 года действует межгосударственный стандарт ГОСТ 31688—2012.
С 1 сентября 2018 года для сгущённого молока без сахара введён ГОСТ 34254-2017. Консервы молочные. Молоко сгущённое стерилизованное. Технические условия.

## Суррогаты
Также встречаются продукты, отклоняющиеся от требований ГОСТ, — наряду со сгущённым молоком добавляются растительные масла и другие продукты растительного происхождения (в частности, пальмового, и других растительных масел), чтобы удешевить продукцию. Это ухудшает вкусовые и питательные качества изделия, также снижая и его себестоимость. Такой продукт выпускают не по ГОСТу, а по различным техническим условиям (ТУ), что обычно указывается на этикетке, но не отражается в названии. Федеральным законом России определено, что в банке с надписью «Сгущённое цельное молоко» или «Сгущённое молоко с сахаром» не допускается наличие растительных жиров, поэтому производители суррогатов называют свою продукцию «Сгущёнка», «Варёнка», «Молоко сгущённое особое», «Продукт молочный натуральный» и другими не защищёнными законом названиями.
С июля 2013 года введён в действие межгосударственный стандарт ГОСТ 31703—2012 «Консервы молокосодержащие сгущённые с сахаром. Общие технические условия». При изготовлении продукции по этому стандарту не допускается использовать белок не молочного происхождения, но допускается использование вместо молочного жира натуральных и модифицированных растительных масел.